# Jimmy Auby
Jimmy Auby (ur. 7 listopada 1986 roku w Johannesburgu) – południowoafrykański kierowca wyścigowy.

## Kariera
Auby rozpoczął karierę w międzynarodowych wyścigach samochodowych w 2007 roku od startów w Wesbank V8 Supercars, Włoskiej Formule 3000, Euroseries 3000 oraz w Europejskim Pucharze Formuły Renault 2.0. Podczas drugiego wyścigu Euroseries 3000 na torze Circuit de Spa-Francorchamps Południowoafrykańczyk stanął na najniższym stopniu podium. Z dorobkiem siedmiu punktów został sklasyfikowany na szesnastej pozycji w klasyfikacji generalnej. W V8 Supercars był dziewiąty, a we Włoskiej Formule 3000 piętnasty. W późniejszych latach Południowoafrykańczyk pojawiał się także w stawce Włoskiej Formuły 3, Hiszpańskiej Formuły 3, Hiszpańskiej Formuły 3 Copa de España, A1 Grand Prix, Południowoafrykańskiej Formuły Volkswagen oraz South African V8.